# Saint-Vaast-en-Chaussée
Saint-Vaast-en-Chaussée (picardisch: Saint-Vo-in-Cœuchie) ist eine nordfranzösische Gemeinde mit 503 Einwohnern (Stand 1. Januar 2022) im Département Somme in der Region Hauts-de-France. Die Gemeinde liegt im Arrondissement Amiens und ist Mitglied im Gemeindeverband Amiens Métropole.

## Toponymie und Geographie
Die nach dem Heiligen Vedast (Gaston) benannte Gemeinde liegt in der Picardie, etwa 11 Kilometer nordwestlich von Amiens an der Chaussée Brunehaut. Das Gemeindegebiet wird von der Autoroute A16 durchzogen.
Umgeben wird Saint-Vaast-en-Chaussée von den vier Nachbargemeinden:
|                        | Vignacourt                                  |                  |
| La Chaussée-Tirancourt | Kompassrose, die auf Nachbargemeinden zeigt | Vaux-en-Amiénois |
|                        | Saint-Sauveur                               |                  |

## Geschichte
Saint-Vast-en-Chaussée erscheint in Texten aus dem 11. Jahrhundert in der lateinischen Form „Sanctus Vedastus“. Es war ein kleines Dorf unter dem Ancien Régime, das im 18. Jahrhundert etwa 200 Einwohner hatte. Es gab eine Lehnsherrschaft, die seit dem 13. Jahrhundert bezeugt ist. Das heutige Erscheinungsbild von Saint-Vaast geht im Wesentlichen auf das 19. Jahrhundert zurück, auch wenn die „Chaussee“ (Route d’Amiens), die das Dorf durchquert, viel älter ist.

## Einwohner
| 1962 | 1968 | 1975 | 1982 | 1990 | 1999 | 2006 | 2013 | 2020 |
| ---- | ---- | ---- | ---- | ---- | ---- | ---- | ---- | ---- |
| 229  | 281  | 347  | 484  | 528  | 563  | 512  | 511  | 485  |

## Verwaltung
Bürgermeister (maire) ist seit 2008 Marc Vignolle.

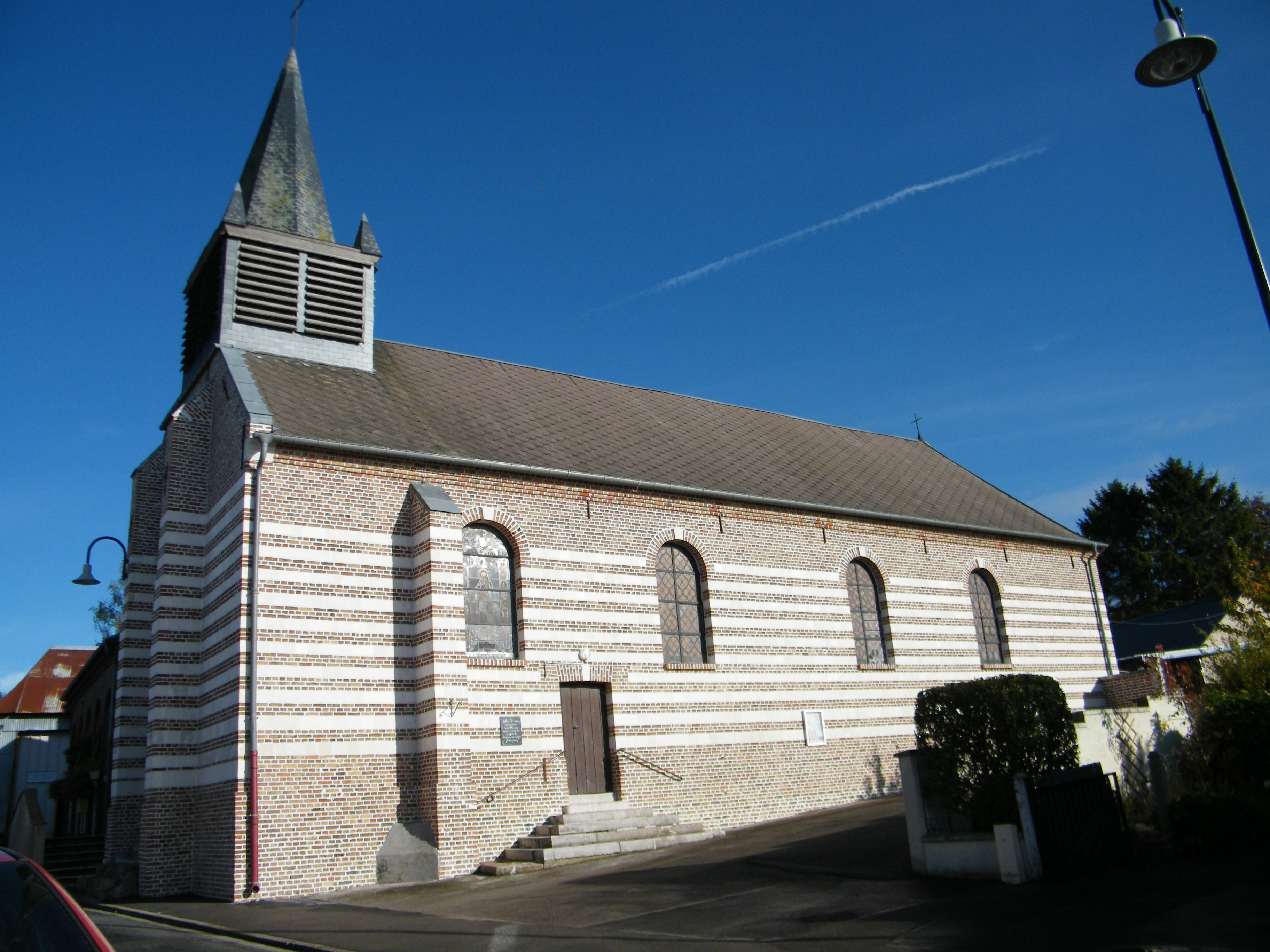
Pfarrkirche Saint-Vaast

## Sehenswürdigkeiten
- Die neoklassische Pfarrkirche Saint-Vaast stammt aus dem Jahr 1833. Sie birgt zahlreiche Ausstattungsgegenstände, die in der Base Palissy gelistet sind.